# جورج بوكر
جورج بوكر هو محامي وقاضي وسياسي أمريكي، ولد في 5 ديسمبر 1821 في ستيوارت (فرجينيا) في الولايات المتحدة، وتوفي في 4 يونيو 1883 في مارتينسفيل في الولايات المتحدة. نشط حزبياً في الحزب الجمهوري. وقد انتخب عضو مجلس نواب الولايات المتحدة عن ولاية فرجينيا ‏ وانتخب عضو مجلس النواب الأمريكي.

## وصلات خارجية
- جورج بوكر على موقع قاعدة بيانات برودواي على الإنترنت (الإنجليزية)